# Никола Алексиев (психолог)
Вижте пояснителната страница за други личности с името Никола Алексиев.
Никола Христов Алексиев е български психолог, ученик на Вунт, основател на първата психологическа лаборатория към СУ „Св. Климент Охридски“, през 1905 г.

## Биография
Роден е на 22 януари 1877 година в Габрово. Завършва гимназия във Велико Търново през 1894 г. и същата година заминава за Париж, където следва инженерство. След това се разболява, прекъсва следването си, отива в Санкт Петербург, а после се озовава в Лайпциг, като студент на Вунт. Алексиев слуша лекции не само по психология, но и по философия, литература, естествени науки, политическа икономика и други. През 1899 г. пише и защитава докторска дисертация върху реакционния метод в психологията и завършва висшето си образование по философия. От 1902 до 1902 г. е учител в София. В периода 1902 – 1906 г. е учител в Търново. От 1906 г. е асистент по педагогика. През 1908 г. е назначен за доцент по история на философията в Софийския университет. Остава такъв до смъртта си. Алексиев е сред създателите на първата психологическа лаборатория в университета.
На 4 ноември 1912 година, като подпоручик, загива при атаката на Чаталджа, на 35-годишна възраст. Неговият брат Владимир Алексиев е лекар и е ректор на Софийския университет. Той дарява 34 500 лв в облигации и сумата от продажбата на книгата на Никола „Иполит Тен и неговата философия на историята“, за да се основе на негово име фонд, с който да се спонсорира лабораторията по експериментална психология. През 1952 г. е влят в държавния бюджет и престава да съществува.

## Научна дейност
Първите му научни разработки са в областта на афектите, чувствата, волята, а в теоретичен план – върху идеите на Густав Фехнер и Иполит Тен. През 1910 година вече е доцент в катедрата по история на философията и продължава да чете курс по експериментална психология, съпътстван с практически упражнения. Българската психология признава, че Алексиев е първият академичен, експериментален психолог и учен.